# Chronologie der nationalsozialistischen Machtergreifung
Die Chronologie der nationalsozialistischen Machtergreifung beschreibt den historischen Prozess, durch den es der nationalsozialistischen Bewegung unter ihrem Führer Adolf Hitler in den Jahren 1930 bis 1934 gelang, die Weimarer Republik mit rechtsstaatlichen Mitteln zu beseitigen und eine Diktatur zu errichten. Die Maßnahmen der Nationalsozialisten und bis Juni 1933 auch der sie unterstützenden Parteien waren im Wesentlichen darauf gerichtet, Parlamentarismus, Pluralismus, Föderalismus, die Gewaltenteilung sowie individuellen Rechtsschutz gegen staatliche Hoheitsakte abzuschaffen und eine Alleinherrschaft der NSDAP zu etablieren.

## Geschichte bis zum 30. Januar 1933
- 24. Oktober 1929:

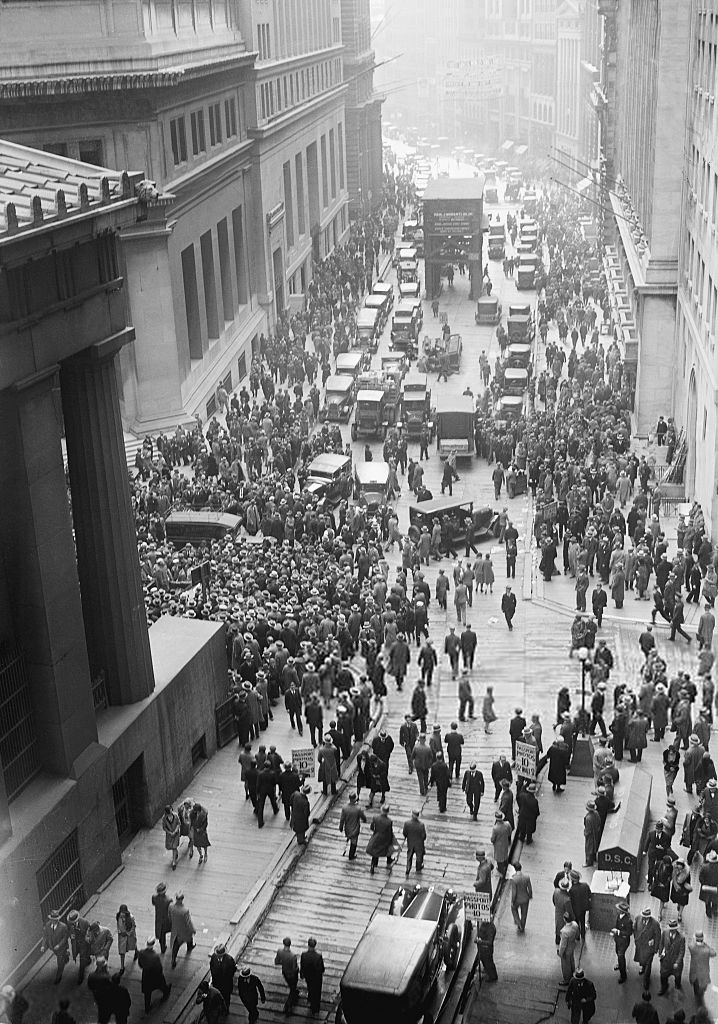
Eine Menschenmenge versammelt sich nach dem Börsencrash von 1929 an der Wall Street.

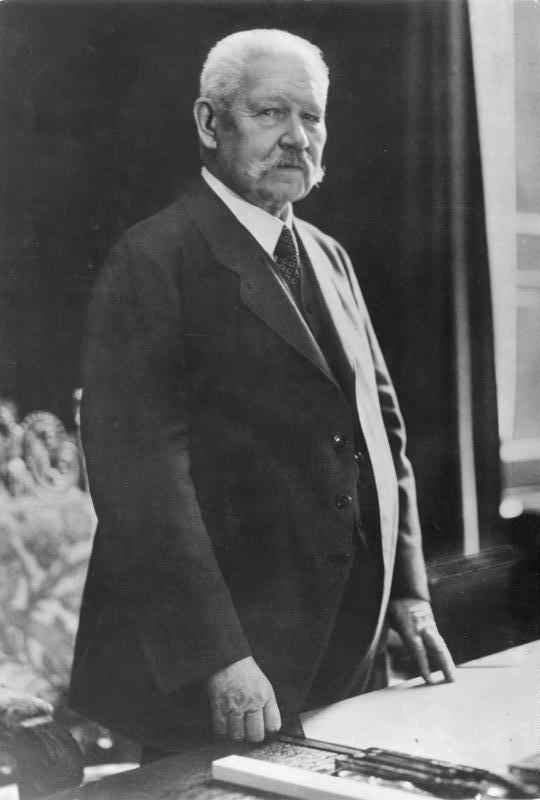
Paul von Hindenburg (1932)

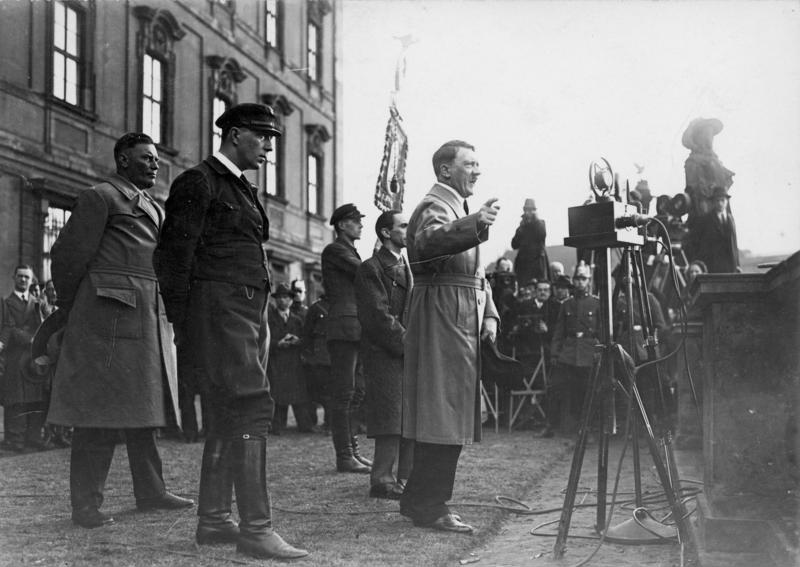
Rede Hitlers im Berliner Lustgarten; v. l. n. r. Wilhelm Brückner, Wolf-Heinrich von Helldorff, Joseph Goebbels, Hitler (4. April 1932)

  - Beginn der Weltwirtschaftskrise, von der das Deutsche Reich, neben den USA, am stärksten getroffen wird
- März 1930:
  - die Große Koalition von SPD, Zentrumspartei, DVP, DDP und BVP zerbricht auf Initiative des linken SPD-Flügels an der Frage einer durch die Massenarbeitslosigkeit notwendig gewordenen Reform der Arbeitslosenversicherung
- 30. März 1930:
  - Reichspräsident Hindenburg ernennt mit unsicherer Zustimmung des Reichstags Heinrich Brüning von der katholischen Zentrumspartei zum Reichskanzler, die Regierung erzielt aufgrund ihrer Unterstützung durch Teile der DNVP- sowie der SPD-Fraktion in der Folge knappe Mehrheiten im Reichstag
- 15. Juli 1930:
  - der Konflikt zwischen Regierung und Reichstag wegen eines rigiden Sparprogramms endet mit der (verfassungsrechtlich problematischen) Umsetzung der abgelehnten Gesetzesvorlage als Notverordnung, der Auflösung des Parlaments und der Ausrufung von Neuwahlen
- 14. September 1930:
  - die NSDAP steigert sich von 2,6 auf 18,3 % und wird zweitstärkste Partei in der Reichstagswahl 1930; Stimmengewinne gibt es auch für die KPD (13,1 %); aufgrund der globalen Weltwirtschaftskrise ziehen ausländische Kapitalanleger aus den USA verstärkt Kapital ab, was die deutsche Wirtschaftskrise weiter verschärft; die SPD (24,5 %) entscheidet sich, die Tolerierung der Regierung Brüning fortzusetzen
- 25. Februar 1932:
  - Einbürgerung Hitlers mit Ernennung zum Regierungsrat des Freistaates Braunschweig durch dessen NSDAP-Innenminister Dietrich Klagges
- 10. April 1932:
  - Reichspräsidentenwahl: trotz eines demagogischen Wahlkampfs der Nationalsozialisten zugunsten ihres Kandidaten Adolf Hitler und des Straßenterrors von SA und SS wird Hindenburg als Kandidat der Zentrumspartei und der SPD im zweiten Wahlgang wiedergewählt
- 13. April 1932:
  - Verbot von SA und SS durch Reichswehr- und Innenminister Wilhelm Groener
- 30. Mai 1932:
  - Entlassung Brünings durch Reichspräsident Hindenburg als Folge von Intrigen der Kamarilla um Hindenburg
- 1. Juni 1932:
  - Einsetzung eines Präsidialkabinetts unter Kanzler von Papen, der im Laufe seiner Amtszeit mittels weiterer Notverordnungen umfangreiche Spar- und Arbeitsprogramme durchsetzt
- 14. Juni 1932:
  - Aufhebung des Verbots von SA und SS infolge einer geheimen Absprache; bürgerkriegsähnliche Zustände im Wahlkampf: Saalschlachten und Straßenkämpfe zwischen den einzelnen Kampforganisationen mit rund 300 Toten und über 1100 Verletzten
- 20. Juli 1932:
  - der parteilose von Papen (vorher: Zentrum) wird mit Notverordnung als Reichskommissar des Landes Preußen eingesetzt und setzt die preußische SPD-Regierung unter Otto Braun und Carl Severing ab; die Staatsgewalt geht auf die Reichsregierung über („Preußenschlag“)
- 29. Juli 1932:
  - Aufruf von 52 Professoren im Völkischen Beobachter zugunsten der NSDAP
- 31. Juli 1932:
  - die Reichstagswahl bringt weitere Zugewinne für die radikalen Parteien (KPD und NSDAP), mit 37,4 % wird die NSDAP stärkste Kraft im Parteienspektrum
- 12. September 1932:
  - parlamentarisches Misstrauensvotum gegen die Regierung Papen und (bereits vorbereitete) erneute Auflösung des Reichstags durch Hindenburg
- Reichstagswahl am 6. November 1932 (die zweite des Jahres):
  - die NSDAP fällt auf 33,1 % zurück, bleibt aber deutlich stärkste Partei; SPD und Zentrum schlagen ein Koalitionsangebot Papens aus und Pläne seiner Regierung zu einem Putsch und Bekämpfung von NSDAP und KPD mittels der Reichswehr scheitern, Papen tritt zurück
- 19. November 1932:
  - Eingabe einiger Industrieller, Bankiers und Landwirte an Hindenburg mit der Aufforderung, Hitler zum Reichskanzler zu ernennen
- 2. Dezember 1932:
  - Generalleutnant Kurt von Schleicher aus der Kamarilla des Reichspräsidenten wird neuer Kanzler und bleibt Reichswehrminister; er versucht erfolglos, eine „Querfront“ zur Unterstützung seiner Politik zu organisieren, aber die Spaltung der NSDAP scheitert und die SPD ist misstrauisch gegenüber seinen Ideen, den Reichstag für längere Zeit aufgelöst zu lassen
- Januar 1933:
  - Fürsprache zahlreicher Hindenburg nahestehender Personen beim Reichspräsidenten zugunsten einer Regierungsbildung durch Hitler (unter anderem Wilhelm von Preußen und Elard von Oldenburg-Januschau)
- 4. Januar 1933:
  - Treffen Papens mit Hitler im Haus des Bankiers Schröder
- 10. Januar 1933:
  - Treffen Papens mit Hitler in der Villa Ribbentrop in Berlin-Dahlem
- 15. Januar 1933:
  - die NSDAP wird nach der Landtagswahl in Lippe stärkste Kraft und erhöht damit indirekt den Druck auf Schleicher
- 18. Januar 1933:
  - Fortsetzung der Gespräche zwischen von Papen und Hitler in der Villa von Ribbentrop im Beisein von Ernst Röhm und Heinrich Himmler, Reichsführer der SS
- 28. Januar 1933:
  - Rücktritt Schleichers, da alle Verhandlungen zur Unterstützung seiner Regierung gescheitert sind und Hindenburg seinen Staatsnotstandsplan ablehnt
- 29. Januar 1933:
  - Übereinkunft Papen und Hitler; Papen legt Hindenburg die Liste des Kabinetts Hitler vor

## Ereignisse zwischen dem 30. Januar 1933 und dem 23. März 1933
- 30. Januar 1933:

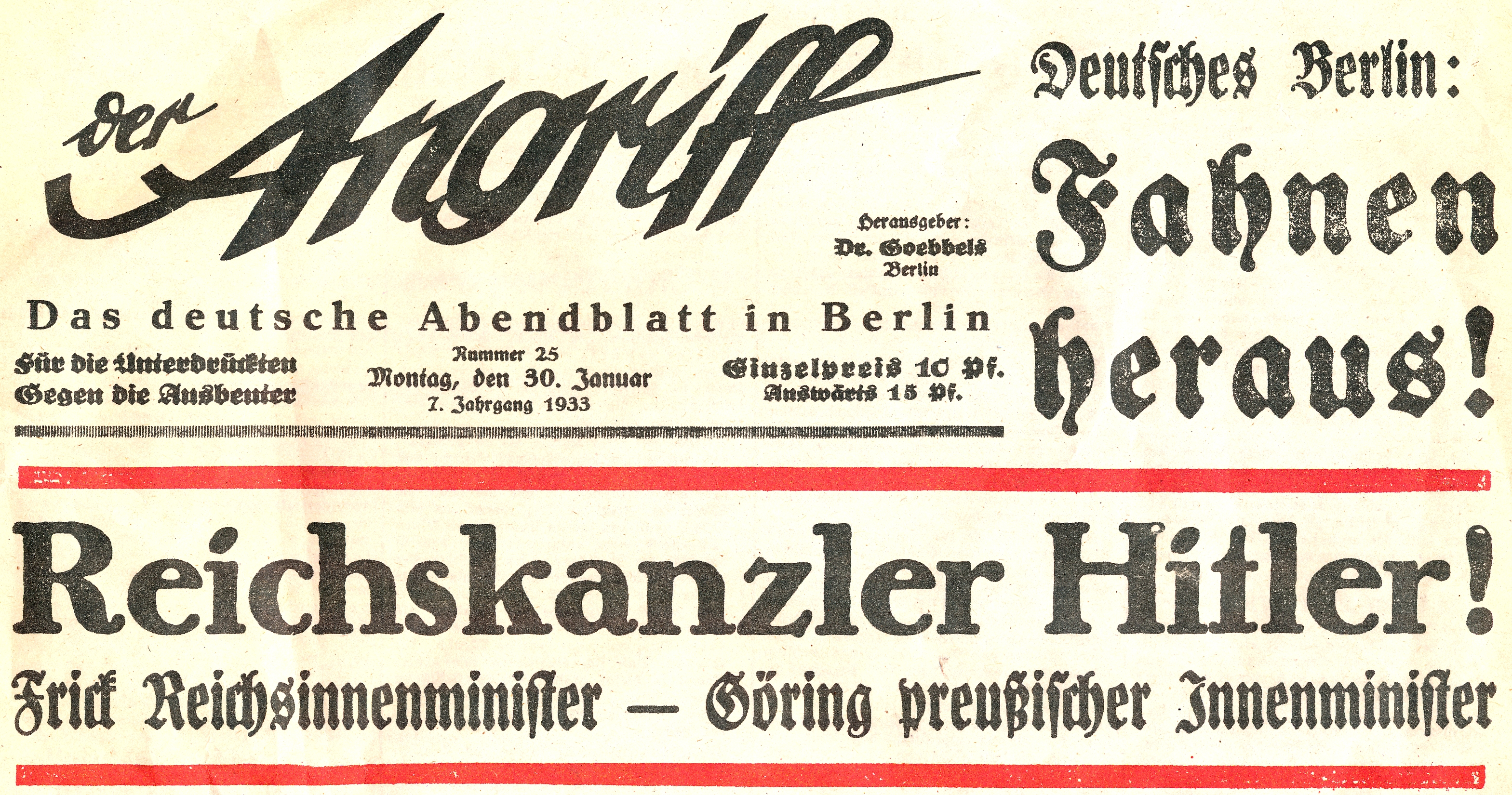
Pressemitteilung des Berliner Abendblatts "Der Angriff" vom 30. Januar 1933 zur Machtergreifung Adolf Hitlers

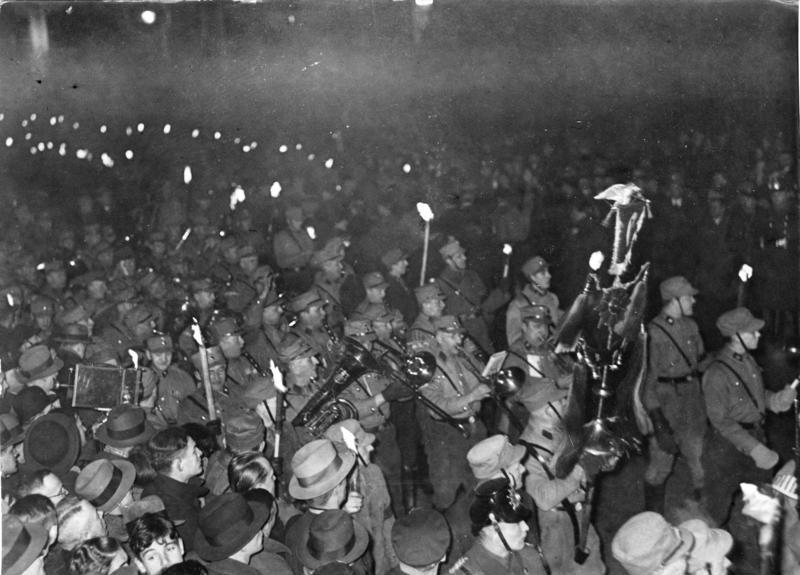
Fackelzug zur „Machtergreifung“ Hitlers (Berlin, 30. Januar 1933)

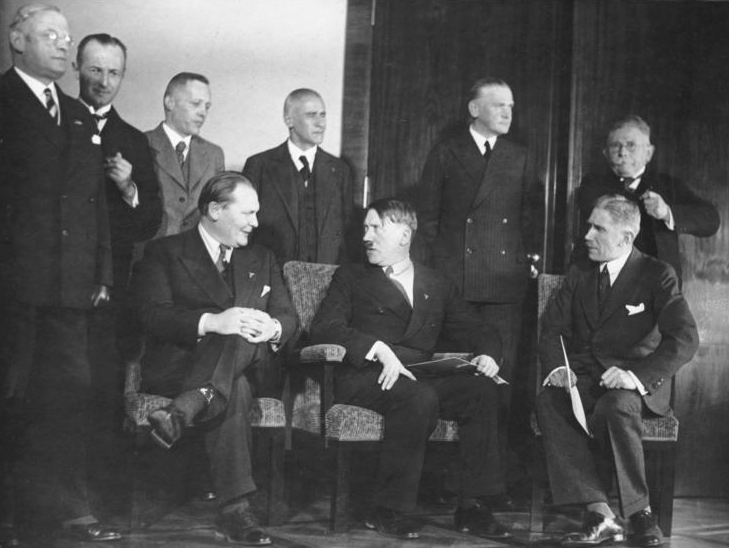
1. Reihe sitzend, von links: Hermann Göring, Adolf Hitler, Franz von Papen; 2. Reihe stehend: Franz Seldte, Günther Gereke, Lutz Graf Schwerin von Krosigk, Wilhelm Frick, Werner von Blomberg, Alfred Hugenberg; am 30. Januar 1933 in der Reichskanzlei.

  - Adolf Hitler wird zum Reichskanzler ernannt, im Kabinett Hitler sitzen mit Innenminister Wilhelm Frick und Hermann Göring als Minister ohne Geschäftsbereich vorerst nur zwei weitere Nationalsozialisten, der Arbeitsminister Franz Seldte trat erst im April 1933 der NSDAP bei
- 31. Januar 1933:
  - Hitlers Propagandaleiter Joseph Goebbels fasst die Ereignisse des für die Machtergreifung entscheidenden Tags in seinem Tagebuch zusammen – wobei dieser Eintrag mangels fundierter Quellenkritik lediglich als exemplarisch für den Triumph, das Pathos und eine implizite Andeutung der anstehenden Diktatur gelten kann:

„Es ist so weit. Wir sitzen in der Wilhelmstraße. Hitler ist Reichskanzler. Wie im Märchen. Gestern mittag Kaiserhof: wir warten alle. Endlich kommt er. Ergebnis: Er Reichskanzler. Der Alte [gemeint ist Reichspräsident Hindenburg] hat nachgegeben. Er war zum Schluß ganz gerührt. So ist’s recht. Jetzt müssen wir ihn ganz gewinnen. Uns allen stehen die Tränen in den Augen. Wir drücken Hitler die Hand. Er hat’s verdient. Großer Jubel. Unten randaliert das Volk. Gleich an die Arbeit. Reichstag wird aufgelöst.“

- 1. Februar 1933:
  - Auflösung des Reichstages durch Reichspräsident von Hindenburg
- 1. Februar 1933:
  - Aufruf der Reichsregierung an das Deutsche Volk, den Hitler um 22:00 Uhr in seiner ersten Rundfunkrede verliest
- 3. Februar 1933:
  - Hitler verkündet vor Generälen der Reichswehr die „Eroberung neuen Lebensraumes im Osten und dessen rücksichtslose Germanisierung“, die Wiedereinführung der Wehrpflicht und die Aufrüstung der Wehrmacht als Ziel seiner Politik (Liebmann-Aufzeichnung)
- 4. Februar 1933:
  - Verordnung des Reichspräsidenten zum Schutze des Deutschen Volkes (sogenannte „Schubladenverordnung“) mit Eingriffen in die Presse- und Versammlungsfreiheit
- 4. Februar 1933:
  - Göring ordnet als kommissarischer preußischer Innenminister die zwangsweise Auflösung sämtlicher Gemeindevertretungen Preußens zum 8. Februar und Neuwahlen für den 12. März an, gleichzeitig wurden Gemeindeorgane wie Räte und Bürgermeister reichsweit unter Gewaltandrohung aufgelöst bzw. Personen inhaftiert
- 6. Februar 1933:
  - Verordnung des Reichspräsidenten zur Auflösung des preußischen Landtags und zur Anberaumung einer Neuwahl – zusammen mit der des Reichstags – am 5. März 1933.
- 20. Februar 1933:
  - bei einem geheimen Treffen Hitlers mit Industriellen am 20. Februar 1933 sagen diese der NSDAP und ihrem Koalitionspartner, der Kampffront Schwarz-Weiß-Rot, einen Wahlfonds von drei Millionen Reichsmark zu
- 22. Februar 1933:
  - 50.000 SS-/SA-Mitglieder werden zu bewaffneten „Hilfspolizisten“ ernannt
- 27. Februar 1933:
  - Brand des Reichstagsgebäudes. Der kommunistisch engagierte Niederländer Marinus van der Lubbe wird der Brandstiftung beschuldigt, die Frage der Täterschaft ist jedoch bis heute nicht eindeutig geklärt, die Tat wird von SA und SS als Vorwand genommen, um Deutschland mit einer Terrorwelle zu überziehen; politische Gegner werden inhaftiert, gefoltert oder liquidiert

- 28. Februar 1933:

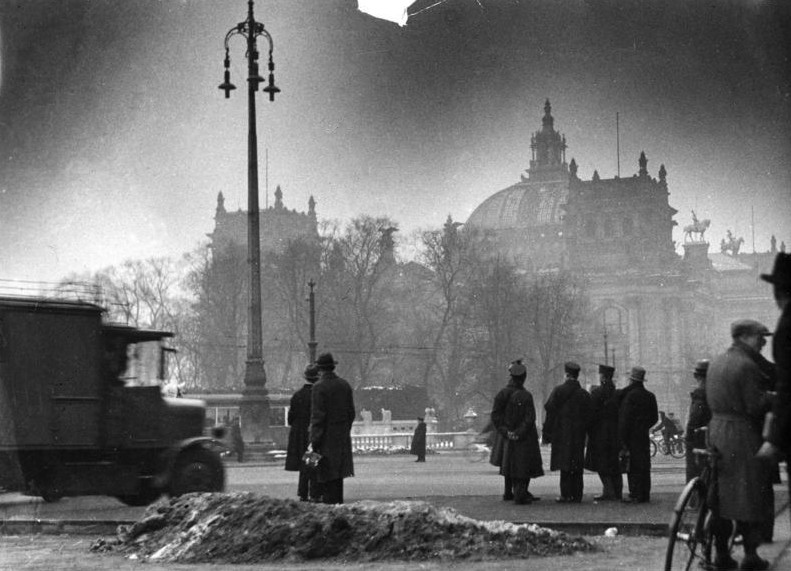
Am Morgen nach dem Reichstagsbrand, 28. Februar 1933

  - infolge des Reichstagsbrands wird die so genannte Reichstagsbrandverordnung erlassen, wodurch die wesentlichen Grundrechte der Weimarer Verfassung wie das Verbot von Beschränkungen der persönlichen Freiheit, die Unverletzlichkeit der Wohnung oder das Recht auf Eigentum außer Kraft gesetzt und die Schutzhaft legalisiert werden
- 28. Februar 1933:
  - Verordnung des Reichspräsidenten gegen Verrat am Deutschen Volke und hochverräterische Umtriebe[2]
- 5. März 1933:
  - Neuwahlen: die Nationalsozialisten erringen zusammen mit den Konservativen (DNVP) eine knappe Mehrheit, die anderen Parteien wurden durch die NSDAP, die die erwünschte absolute Mehrheit um 6,1 Prozentpunkte verfehlt hatte, massiv behindert
- 8. März 1933:
  - die von der KPD gewonnenen Reichstagsmandate werden dieser aberkannt; diese Parlamentssitze gelten als erloschen (auf diese Weise wird zugleich die für das Ermächtigungsgesetz erforderliche Zweidrittelmehrheit gesichert)
- 11. März 1933:
  - Beschluss über die Errichtung eines „Reichsministerium für Volksaufklärung und Propaganda“, das zum 1. April 1933 seine Tätigkeit aufnimmt; Minister wird Joseph Goebbels[3]
- 21. März 1933:
  - Errichtung des KZ Oranienburg bei Berlin
- 22. März 1933:
  - Errichtung des KZ Dachau in der Nähe von München, genutzt zur Inhaftierung politisch missliebiger Personen, besonders der politisch linken Parteien
- 21. März 1933:
  - der „Tag von Potsdam“, die konstituierende Sitzung des Reichstags (ohne Sozialdemokraten und Kommunisten) in der Potsdamer Garnisonkirche wird von Goebbels inszeniert, um die Harmonie zwischen dem alten Deutschland (repräsentiert von Paul von Hindenburg) und der „jungen Kraft“ (Hitlers NS-Bewegung) darzustellen
  - Verordnung des Reichspräsidenten zur Abwehr heimtückischer Angriffe gegen die Regierung der nationalen Erhebung („Heimtückegesetz“)[4]
- 23. März 1933:
  - der Reichstag, nach dem Brand im Februar in der Krolloper tagend, stimmt im Beisein von bewaffneten SA- und SS-Einheiten über das Gesetz zur Behebung der Not von Volk und Reich („Ermächtigungsgesetz“) ab, das die legislative Gewalt in die Hände der Reichsregierung legen soll, die Reichstagsabgeordneten der KPD können an der Abstimmung nicht mehr teilnehmen, da sie zuvor festgenommen wurden beziehungsweise aufgrund Todesdrohungen untertauchen mussten. Trotz dieser Umstände stimmen die anwesenden Abgeordneten der SPD, auch hier fehlen einige wegen Festnahme oder Flucht, gegen das Gesetz, während die Abgeordneten aller anderen Parteien dafür stimmen.

## Ereignisse zwischen dem 24. März 1933 und dem 31. Dezember 1933
- 24. März 1933:
  - Veröffentlichung des zunächst auf vier Jahre befristeten Ermächtigungsgesetzes im Reichsgesetzblatt (Gesetz zur Behebung der Not von Volk und Reich) mit den Unterschriften des Reichskanzlers Hitler und des Reichspräsidenten Hindenburg[5]

- 28. März 1933:
  - Die deutsche Bischofskonferenz nimmt ihre Warnung gegen Hitler offiziell zurück.

- 31. März 1933:
  - das erste Gleichschaltungsgesetz löst die Landesparlamente auf und bestimmt deren Neubesetzung nach den Ergebnissen der Reichstagswahl vom 5. März, die Landesregierungen werden zur Gesetzgebung ohne Zustimmung der Parlamente ermächtigt, im zweiten Gesetz vom 7. April werden in den Ländern Reichsstatthalter eingesetzt, die für die Durchführung der „vom Reichskanzler aufgestellten Richtlinien der Politik“ sorgen sollen
- März/April 1933:
  - in zahlreichen Verhaftungsaktionen durch SA und SS werden die Festgenommenen in SA-Keller oder „wilde“ Lager verschleppt und gefoltert
  - Aufbau der Geheimen Staatspolizei zum polizeistaatlichen Instrument[6][7] unter Heinrich Himmler[8][9]
- 1. April 1933:
  - als erstes Gewerkschaftshaus in Deutschland wird das Gewerkschaftshaus in Hannover überfallen und besetzt,[10] angeblich „spontane“ Boykottmaßnahmen gegen jüdische Geschäfte in ganz Deutschland, die aber nicht den von den Nationalsozialisten erwünschten Anklang bei der Bevölkerung finden
- 7. April 1933:
  - das Gesetz zur Wiederherstellung des Berufsbeamtentums ermöglicht dem Regime die Entlassung von Beamten "nicht arischer Abstammung" sowie von Beamten, "die nach ihrer bisherigen politischen Betätigung nicht die Gewähr dafür bieten, daß sie jederzeit rückhaltlos für den nationalen Staat eintreten". Auf Angestellte und Arbeiter finden die Vorschriften sinngemäße Anwendung.
- 10.-12. April 1933:
  - Der 1. Mai wird per Gesetz zum Feiertag der nationalen Arbeit erklärt.[11]
- 1. und 2. Mai 1933:
  - Große Feiern zum Tag der nationalen Arbeit. Am Tag darauf werden Einrichtungen der freien Gewerkschaften von SA und NSBO besetzt; das Vermögen der Gewerkschaften wird beschlagnahmt, führende Funktionäre werden in „Schutzhaft“ genommen.
- 10. Mai 1933:
  - Bücherverbrennungen: in vielen Städten, unter anderem Berlin, Bremen, Dresden, Frankfurt, Hannover, München und Nürnberg, werden in einer organisierten Aktion Werke sozialistischer, pazifistischer, jüdischer und liberaler Autoren ins Feuer geworfen, dies betrifft zum Beispiel Bertolt Brecht, Alfred Döblin, Lion Feuchtwanger, Sigmund Freud, Erich Kästner, Heinrich Mann, Karl Marx, Carl von Ossietzky, Erich Maria Remarque, Kurt Tucholsky, Franz Werfel, Arnold und Stefan Zweig
- 30. und 31. Mai 1933:
  - Auf Anordnung von Kurt Otto, dem kommissarischen nationalsozialistischen Landeshauptmann der Provinz Sachsen werden die zum Goethe-Jahr 1932 im Rahmen der Wiederherstellung der Kuranlagen von Bad Lauchstädt entstandenen Wandmalereien von Charles Crodel öffentlich verbrannt und vollständig zerstört.[12]
- 22. Juni 1933:
  - Verbot der SPD wegen angeblichen Landes- und Hochverrats
- 21. – 26. Juni 1933:
  - Köpenicker Blutwoche
- 27. Juni 1933:
  - Rücktritt des Parteivorsitzenden Alfred Hugenberg und Selbstauflösung der DNVP auf Druck Hitlers[13]
- 5. Juli 1933:
  - Selbstauflösung der Zentrumspartei
- 7. Juli 1933:
  - Verordnung des Reichsministers des Innern zur Sicherung der Staatsführung
- 14. Juli 1933:
  - alle Parteien außer der NSDAP sind verboten oder haben sich selbst aufgelöst, das Gesetz gegen die Neubildung von Parteien begründet den Einparteienstaat: Neugründung und Fortbestand (anderer) politischer Parteien wird unter Strafe gestellt, das Gesetz zur Verhütung erbkranken Nachwuchses wird beschlossen, das Reichskonkordat passiert Hitlers Kabinett[14]
- 20. Juli 1933:
  - Abschluss des Reichskonkordats zwischen dem Deutschen Reich und dem Heiligen Stuhl
- 12. November 1933:
  - Reichstagswahl, gekoppelt mit einer Volksabstimmung über den Austritt Deutschlands aus dem Völkerbund
- 1. Dezember 1933:
  - Gesetz zur Sicherung der Einheit von Partei und Staat: die NSDAP wird „nach dem Sieg der nationalsozialistischen Revolution“ als „die Trägerin des deutschen Staatsgedankens und mit dem Staat verbunden“ anerkannt; Rudolf Heß als Stellvertreter des Führers und der SA-Chef werden Mitglieder der Reichsregierung
- 15. Dezember 1933:
  - das Preußische Gemeindeverfassungsgesetz vereinheitlichte zum 1. Januar 1934 alle bis dahin in Preußen geltenden Kommunalverfassungen; Bürgermeister als Gemeindeleiter werden ohne Wahl auf zwölf Jahre berufen und können in der Gemeinde nach dem Führerprinzip alle Entscheidungen ohne Gemeinderat treffen.

## Ereignisse ab dem 1. Januar 1934
- 20. Januar 1934:
  - das Gesetz zur Ordnung der nationalen Arbeit setzt das Führerprinzip in der Wirtschaft ein, die DAF wird in die NSDAP eingegliedert
- 30. Januar 1934:
  - mit dem „Gesetz über den Neuaufbau des Reiches“ wird die föderale Struktur der Weimarer Republik beseitigt, die Hoheitsrechte der Länder gehen auf das Reich über, die Regierung erhält das Recht, neues Verfassungsrecht zu setzen
- 14. Februar 1934:
  - per Gesetz wird der Reichsrat und folglich die Mitwirkung der Länder an der Reichsgesetzgebung aufgehoben
- 30. Juni 1934:
  - der „Röhm-Putsch“ dient als Vorwand für parteiinterne Säuberungen und eine weitere Machtkonzentration in der Partei, in der sogenannten „Nacht der langen Messer“ wird die Führung der SA zerschlagen, auch ehemalige politische Gegner wie Kurt von Schleicher werden ermordet
- 1. August 1934:
  - Gesetz über das Staatsoberhaupt des Deutschen Reiches: das Amt des Reichspräsidenten wird mit dem des Reichskanzlers vereinigt, die bisherigen Befugnisse des Reichspräsidenten gehen auf Adolf Hitler über
- 2. August 1934:
  - Reichspräsident von Hindenburg stirbt auf Gut Neudeck, Hitler gibt sich den Titel „Führer und Reichskanzler“
- 19. August 1934:
  - Volksabstimmung zur Zusammenlegung der Ämter des Reichspräsidenten und des Reichskanzlers in der Person Adolf Hitlers, am folgenden Tag leistet die Reichswehr den Führereid.[15] Mithin sind alle wichtigen Ämter auf Hitler vereinigt, es gibt keinerlei Kontrollinstanzen mehr.
- 1. April 1935:
  - die reichseinheitliche Deutsche Gemeindeordnung vom 30. Januar 1935 tritt in Kraft: sie schafft das bisherige föderalistisch strukturierte und oft nur noch auf dem Papier stehende Gemeindeverfassungsrecht der deutschen Länder ab